# Forces armées libyennes
Ne doit pas être confondu avec Armée nationale libyenne.
Les forces armées libyennes sont, en principe, l'organisation étatique responsable de la défense militaire de la Libye, comprenant les forces terrestres, aériennes et navales.
L'armée d'origine, sous la monarchie libyenne du roi Idris Ier, était formée par le Royaume-Uni et les États-Unis. À partir de l'arrivée au pouvoir de Mouammar Kadhafi en 1969, la Libye bénéficie de l'aide militaire de l' Union soviétique. L'armée libyenne a participé à plusieurs guerres, notamment la guerre libyenne-égyptienne (1977) et le conflit tchado-libyen (1978-1987).
À l'issue de la guerre civile de 2011 et la chute de Kadhafi, les forces armées libyennes sont principalement constituées de milices locales qui sont fréquemment créées ou cessent d'être actives et forment des alliances temporaires changeantes. Entre 2015 et 2018, après que Khalifa Haftar soit nommé en 2015 par le Parlement à Tobrouk comme commandant suprême des forces armées, il a unifié de nombreuses milices en une structure hiérarchique régulière dans la partie orientale de la Libye qui est devenue comme le noyau de l'Armée nationale libyenne (ANL). En novembre 2019, le noyau régulier de l'Armée nationale libyenne (environ 7 000 soldats) est complété par des milices salafistes et des mercenaires étrangers (environ 18 000 soldats.
En 2019, le gouvernement d'union nationale (GNA), reconnu par la communauté internationale, conserve le contrôle formel des milices constituant nominalement l'Armée libyenne, tandis que l'Armée de l'air libyenne est divisée en composantes contrôlées par l'ANL et par le GNA. En 2021, toutes les branches des forces armées (à l'exception des forces de Haftar) sont sous le commandement du nouveau président de la Libye, Mohammed el-Menfi, issu du gouvernement d'union nationale après le cessez-le-feu de la deuxième guerre civile libyenne.

## Historique

### Royaume de Libye (1951-1969)
Les racines des forces armées libyennes peuvent être retracées jusqu'à la Force arabe libyenne (populairement connue sous le nom d'armée Sanusi) de la Seconde Guerre mondiale. Peu après l'entrée en guerre de l'Italie, un certain nombre de dirigeants libyens vivant en exil en Égypte ont appelé leurs compatriotes à s'organiser en unités militaires et à rejoindre les Britanniques dans la guerre contre les puissances de l'Axe. Cinq bataillons, initialement conçus pour la guérilla dans la région de Jabal al Akhdar en Cyrénaïque, ont été créés sous commandement britannique. Parce que la grande mobilité des campagnes dans le désert exigeait un degré considérable d'expertise technique et mécanique, les forces libyennes ont été utilisées principalement comme auxiliaires, gardant les installations militaires et les prisonniers. Un bataillon a cependant participé aux combats à Tobrouk.
Après l'occupation des territoires libyens par la Grande-Bretagne, les troupes Sanusi, entraînées et équipées par les Britanniques, semblaient désormais inutiles. L'armée Sanusi hésitait cependant à se dissoudre et la majorité de ses membres s'organisèrent pour être transférés à la police locale de Cyrénaïque, sous administration militaire britannique.
Le Royaume-Uni de Libye a officiellement obtenu son indépendance de l'Italie le 24 décembre 1951. Le royaume a ensuite été rebaptisé Royaume de Libye en 1963.
Sous la monarchie libyenne, il existait une armée fédérale et des forces de police provinciales locales. Le Département d'État américain rapportait en 1957 que l'armée comptait 1 835 hommes, tandis que les forces de police en comptaient entre 5 000 et 6 000. Le roi Idris de Libye et son gouvernement comptaient sur la police pour leur sécurité intérieure et souhaitaient porter les effectifs de l'armée nationale à 5 000 hommes.
Lorsque la Libye a obtenu son indépendance en 1951, les vétérans de l'armée Sanusi d'origine ont formé le noyau de l'armée royale libyenne. Les troupes de l'armée britannique, faisant partie du commandement du Moyen-Orient et comprenant la 25e brigade blindée et brièvement la 10e division blindée, étaient toujours présentes après l'indépendance et sont restées en Libye au moins jusqu'en 1957.  Malgré la lignée Sanusi de la nouvelle armée, le roi Idris Ier en est rapidement venu à se méfier d'eux. Le coup d'État des officiers libres de 1952 en Égypte a conduit de nombreux officiers libyens à être désenchantés par Idris et à devenir de grands partisans de Gamal Abdel Nasser . Cette situation a atteint un stade où les officiers de l'armée britannique engagés par Idris pour former et conseiller les nouvelles forces armées ont jugé la force totalement indigne de confiance. Ils ont de plus en plus considéré leur rôle comme consistant à surveiller l'armée plutôt qu'à accroître son efficacité.
Les États-Unis ont également contribué à la formation d’un contingent de 1 035 hommes et ont envisagé en juin 1957 de prendre en charge la formation de l’ensemble de l’armée.
Pendant ce temps, Idris a formé une marine en 1962 et une armée de l'air en 1963. En mai 1957, les États-Unis avaient accepté de fournir à la Libye 10 Northrop F-5. Il a tenté de contrer ses doutes croissants sur la loyauté de l'armée en la dépouillant de son potentiel. Il a placé des Cyrénaïques loyaux mais souvent non qualifiés à tous les postes de commandement supérieurs, a limité les forces armées à 6 500 hommes, a maintenu l'armée légèrement armée et a construit deux unités paramilitaires rivales, la Force de sécurité nationale et la Force de défense cyrénaïque qui a été recrutée parmi les Bédouins cyrénaïques fidèles aux Sanussi. Ensemble, les deux forces avaient un total de 14 000 hommes armés d'hélicoptères, de voitures blindées, d'armes antichars et d'artillerie.
Ces mesures n'ont cependant pas empêché un groupe d'officiers de l'armée dirigé par le capitaine Mouammar Kadhafi (officier des transmissions) de prendre le pouvoir le 1er septembre 1969. Pollack affirme que la défaite des Arabes lors de la guerre des Six Jours de juillet 1967 a été un facteur important dans le coup d'État, car les officiers pensaient que la Libye aurait dû envoyer des forces pour aider l'Égypte et les autres États arabes. Idris avait également tenté de réformer l'armée, mais seulement sans enthousiasme, ce qui a frustré davantage les jeunes officiers libyens. Immédiatement après le coup d'État, Kadhafi a commencé à révoquer, arrêter ou exécuter tous les officiers au-dessus du grade de colonel dans les forces armées, ainsi que certains autres officiers subalternes étroitement liés à la monarchie. Puis il a commencé à réorganiser les forces armées conformément à ses plans de politique étrangère. L'expansion de l'armée et la fusion des CDF et des NSF dans l'armée étaient la première priorité, et en 1970, la force comptait près de 20 000 hommes. L'attention s'est également portée sur l'armée de l'air, avec des effectifs de 400 hommes et dix chasseurs à réaction Northrop F-5 « Freedom Fighter » qui devaient être complétés par des achats à grande échelle de chasseurs Mirage III en provenance de France.

### République arabe libyenne et Jamahiriya arabe libyenne (1969-2011)
Un groupe de jeunes officiers et soldats dirigés par Mouammar Kadhafi renversa le roi Idris lors d'un coup d'État le 1er septembre 1969. Le neveu et héritier présomptif du roi, le prince héritier Hassan, fut capturé par les rebelles et passa plusieurs années en résidence surveillée,.
La nouvelle armée libyenne, sous la direction de la République arabe libyenne de Kadhafi, a mené une courte guerre frontalière avec l'Égypte en juillet 1977, a envoyé plusieurs milliers de soldats pour soutenir Idi Amin pendant la guerre entre l'Ouganda et la Tanzanie en 1972 et à nouveau en 1978, et a passé une décennie à essayer d'annexer des parties du nord du Tchad en 1978-1987.
L'armée libyenne était estimée à 50 000 hommes au total en 2009.

### Période de transition (2011-2014)

#### Brigades
Au cours de la période de transition 2011-2014, les forces armées libyennes étaient principalement constituées d’un ensemble changeant de milices créées et dissoutes, créant et abandonnant des alliances. 
Basées à Tripoli :
- 17e brigade des forces spéciales Thunderbolt
- 27e brigade : ayant pour chef Mohammed Buzeiud ; formé à la caserne de Bassingbourn, Royaume-Uni (2014)

#### Matériel
- véhicules de transport de troupes dont BMP-1/2, BTR-50/BTR-60, BRDM-2 et BMD-1.
- 169 Nimr en service[5] ;
- véhicules Cobra
- 20 Puma (VTT) donnés par l'Italie[6].
- 10 BMP-3 livrés par la Russie en 2013[7].
- 200 Humvee donnés par les États-Unis[8].

### Deuxième guerre civile (2014-2020)

#### Armée nationale libyenne
Entre 2015 et 2018, la LNA, sous le contrôle de Haftar, a unifié de nombreuses milices en une structure hiérarchique régulière dans la partie orientale de la Libye et a utilisé les réseaux sociaux en ligne pour présenter l'image d'un pouvoir militaire et politique croissant,  tout en restant, as of November 2019 , dominé par des milices salafistes et des membres étrangers.  En 2019, la LNA était composée d'environ 7 000 soldats réguliers et 18 000 miliciens et membres étrangers.

#### Armée libyenne du GNA
En 2019, depuis le début de la deuxième guerre civile libyenne en 2014, les forces armées libyennes, composées en grande partie de milices, ont été partiellement dirigées par le gouvernement d'union nationale (GNA) reconnu par la communauté internationale à Tripoli, tout en restant fortement divisées entre celles nominalement dirigées par le GNA et celles nominalement dirigées par Khalifa Haftar à la tête de l'Armée nationale libyenne (LNA) au nom de la partie du parlement national à Tobrouk. Les forces comprenaient des forces terrestres réparties entre l'armée libyenne dirigée par le GNA (y compris les coalitions de milices telles que la Force de protection de Tripoli) et la LNA ; l'armée de l'air libyenne était également divisée entre une composante du GNA et une composante de la LNA ; tandis que les forces navales et les garde-côtes étaient principalement sous le contrôle du GNA, avec quelques patrouilleurs côtiers sous le contrôle de la LNA.
Le Premier ministre Fayez al-Sarraj, chef du GNA, est nominalement le commandant suprême des forces du GNA. L'armée est sous l'autorité du ministère de la Défense du GNA, anciennement dirigé par le colonel Al-Mahdi Al-Barghathi de 2016  à 2018, date à laquelle Sarraj a pris la relève en tant que ministre de la Défense.